# StarCraft: Ghost
Starcraft: Ghost foi um jogo eletrônico de ficção científica militar desenvolvido pela Blizzard Entertainment em março de 2002. O lançamento do jogo foi posto em hiatus em 2006. Em setembro de 2014, o presidente da Blizzard, Mike Morhaime, confirmou em definitivo que o projeto havia sido cancelado.